# Brussels Tigers
I Brussels Tigers sono una squadra di football americano di Evere, nell'area metropolitana di Bruxelles, in Belgio.
Fondati nel 1998, hanno conquistato per 3 volte il Belgian Bowl e 1 volta la EFAF Atlantic Cup.

## Dettaglio stagioni

### Campionato

#### BFL/BAFL/BAFL Elite
| Stagione | regular season | regular season | regular season | regular season | regular season | regular season | playoff | playoff | playoff | playoff | playoff | playoff      | playoff               |
|          | Vin            | Par            | Per            | Tot            | PF             | PS             | Vin     | Per     | Tot     | PF      | PS      | risultato    | avversaria            |
| -------- | -------------- | -------------- | -------------- | -------------- | -------------- | -------------- | ------- | ------- | ------- | ------- | ------- | ------------ | --------------------- |
| 2014     | 5              | 0              | 0              | 5              | 212            | 26             | 1       | 1       | 2       | 7       | 41      | Belgian Bowl | Ghent Gators          |
| 2015     | 5              | 0              | 1              | 6              | 162            | 32             | 1       | 1       | 2       | 64      | 27      | Belgian Bowl | Brussels Black Angels |
| 2016     | 6              | 0              | 0              | 6              | 250            | 50             | 0       | 1       | 1       | 34      | 36      | Semifinale   | Ostend Pirates        |
| 2017     | 6              | 0              | 1              | 7              | 311            | 41             | 1       | 1       | 2       | 78      | 27      | Belgian Bowl | Brussels Black Angels |
| 2018     | 5              | 0              | 2              | 7              | 237            | 111            | 0       | 1       | 1       | 16      | 35      | Semifinale   | Limburg Shotguns      |
| 2019     | 3              | 0              | 4              | 7              | 93             | 132            | -       | -       | -       | -       | -       | -            | -                     |
| 2020     | 0              | 0              | 0              | 0              | 0              | 0              | -       | -       | -       | -       | -       | -            | -                     |
| 2021     | 1              | 0              | 3              | 4              | 57             | 117            | 0       | 1       | 1       | 0       | 14      | Semifinale   | Limburg Shotguns      |
| Totale   | 31             | 0              | 11             | 42             | 1322           | 509            | 3       | 6       | 9       | 199     | 180     |              |                       |

Fonti: Enciclopedia del Football - A cura di Roberto Mezzetti

#### LFFA DIII
| Stagione | regular season | regular season | regular season | regular season | regular season | regular season | playoff | playoff | playoff | playoff | playoff | playoff           | playoff                  |
|          | Vin            | Par            | Per            | Tot            | PF             | PS             | Vin     | Per     | Tot     | PF      | PS      | risultato         | avversaria               |
| -------- | -------------- | -------------- | -------------- | -------------- | -------------- | -------------- | ------- | ------- | ------- | ------- | ------- | ----------------- | ------------------------ |
| 2017     | 4              | 0              | 1              | 5              | 192            | 42             | 2       | 0       | 2       | 46      | 0       | Campioni/Promossi | COF Atomics/Mons Knights |
| Totale   | 4              | 0              | 1              | 5              | 192            | 42             | 2       | 0       | 2       | 46      | 0       |                   |                          |

Fonti: Enciclopedia del Football - A cura di Roberto Mezzetti

### Tornei internazionali

#### European Football League (dal 2014)
| Stagione | regular season | regular season | regular season | regular season | regular season | regular season | playoff | playoff | playoff | playoff | playoff | playoff   | playoff    |
|          | Vin            | Par            | Per            | Tot            | PF             | PS             | Vin     | Per     | Tot     | PF      | PS      | risultato | avversaria |
| -------- | -------------- | -------------- | -------------- | -------------- | -------------- | -------------- | ------- | ------- | ------- | ------- | ------- | --------- | ---------- |
| 2018     | 0              | 0              | 2              | 2              | 0              | 111            | -       | -       | -       | -       | -       | -         | -          |
| Totale   | 0              | 0              | 2              | 2              | 0              | 111            | -       | -       | -       | -       | -       |           |            |

Fonti: Sito Eurobowl.info Archiviato il 19 ottobre 2017 in Internet Archive.

#### EFAF Atlantic Cup
| Stagione | regular season | regular season | regular season | regular season | regular season | regular season | playoff | playoff | playoff | playoff | playoff | playoff     | playoff                 |
|          | Vin            | Par            | Per            | Tot            | PF             | PS             | Vin     | Per     | Tot     | PF      | PS      | risultato   | avversaria              |
| -------- | -------------- | -------------- | -------------- | -------------- | -------------- | -------------- | ------- | ------- | ------- | ------- | ------- | ----------- | ----------------------- |
| 2011     | -              | -              | -              | -              | -              | -              | 1       | 1       | 2       | 36      | 26      | Terzo posto | Dudelange Dragons       |
| 2012     | -              | -              | -              | -              | -              | -              | 1       | 1       | 2       | 30      | 12      | Finale      | Lelystad Commanders     |
| 2013     | -              | -              | -              | -              | -              | -              | 1       | 1       | 2       | 17      | 12      | Terzo posto | Amersfoort Untouchables |
| 2014     | -              | -              | -              | -              | -              | -              | 2       | 0       | 2       | 33      | 21      | Campioni    | Hilversum Hurricanes    |
| Totale   | -              | -              | -              | -              | -              | -              | 5       | 3       | 8       | 116     | 71      |             |                         |

Fonti: Sito Eurobowl.info Archiviato il 19 ottobre 2017 in Internet Archive.

## Riepilogo fasi finali disputate
| Anno             | Luogo       | Evento              | Fase del torneo      | Incontro                                  | Risultato |
| 26 giugno 2011   | Lussemburgo | EFAF Atlantic Cup   | Finale 3º - 4º posto | Brussels Tigers - Dudelange Dragons       | 30 - 14   |
| 24 giugno 2012   | Lelystad    | EFAF Atlantic Cup   | Finale               | Lelystad Commanders - Brussels Tigers     | 12 - 0    |
| 30 giugno 2013   | Tallaght    | EFAF Atlantic Cup   | Finale 3º - 4º posto | Brussels Tigers - Amersfoort Untouchables | 7 - 0     |
| 29 giugno 2014   | Izegem      | BFL                 | Belgian Bowl         | Brussels Tigers - Ghent Gators            | 0 - 38    |
| 7 settembre 2014 | Bruxelles   | EFAF Atlantic Cup   | Finale               | Brussels Tigers - Hilversum Hurricanes    | 9 - 7     |
| 27 giugno 2015   | Belsele     | BAFL                | Belgian Bowl         | Brussels Black Angels - Brussels Tigers   | 13 - 8    |
| 12 giugno 2016   | Evere       | BAFL                | Semifinale           | Brussels Tigers - Ostend Pirates          | 34 - 36   |
| 25 giugno 2017   | Andenne     | LFFA Division III   | Spareggio promozione | Brussels Tigers B - Mons Knights          | 8 - 0     |
| 1º luglio 2017   | Beringen    | BAFL Elite Division | Belgian Bowl         | Brussels Black Angels - Brussels Tigers   | 27 - 20   |
| 17 giugno 2018   |             | BAFL Elite Division | Semifinale           | Limburg Shotguns - Brussels Tigers        | 35 - 16   |
| 13 novembre 2021 |             | BAFL Elite Division | Semifinale           | Limburg Shotguns - Brussels Tigers        | 14 - 0    |

## Palmarès
- 3 Belgian Bowl (2002, 2012, 2013)
- 1 LFFA Division III (2017)
- 1 EFAF Atlantic Cup (2014)